# Premi Justícia de Catalunya
El Premi Justícia de Catalunya és la distinció més alta en matèria de justícia que atorga la Generalitat de Catalunya. Creada el 2003, té el propòsit de fomentar i reconèixer les iniciatives, actuacions, estudis i propostes que suposin una millora considerable del dret català i de la justícia a Catalunya.

## Guardonats
- Carles Viver Pi-Sunyer (2003)
- Lluís Puig i Ferriol (2003)
- Consell de Col·legis d'Advocats de Catalunya (2003)[2]
- Anton Cañellas i Balcells (2004)[3]
- Guillem Vidal Andreu (2004)[4]
- Carlos Jiménez Villarejo (2006)
- Institut per la Reinserció Social (IRES) (2006)[5]
- Lluís Jou i Mirabent (2007)
- Antonio Doñate Martín (2007)[6]
- Eva Serra i Puig (2008)
- Eduardo Enrech Larrea (2008)[7]
- Antonio Carril Pan (2009)[8]
- Maria Eugènia Alegret i Burgués (2010)[9]
- Col·legi de Procuradors dels Tribunals de Barcelona (2012)[10]
- Martín Rodríguez Sol (2013)[11]
- Francesc Casares i Potau (2016)[12]